# Tulipa krauseana
Espèce
Classification APG III (2009)
Tulipa krauseana est une espèce de plantes herbacées de la famille des Liliaceae. Elle est originaire de Kazakhstan, plus précisément des montagnes du Kara-Tau (dans la steppe de l'Alai et de l'ouest du Tian Shan).